# Jenkinshelea stenoptera
Jenkinshelea stenoptera är en tvåvingeart som beskrevs av Remm 1979. Jenkinshelea stenoptera ingår i släktet Jenkinshelea och familjen svidknott.
Artens utbredningsområde är Turkmenistan. Inga underarter finns listade i Catalogue of Life.